# Feral
Feral ist ein US-amerikanischer animierter Kurzfilm von Daniel Sousa aus dem Jahr 2012.

## Handlung
Ein Wolfsrudel jagt ein Reh, tötet es und beginnt es zu fressen. Ein wilder Junge beobachtet die Szenerie, ein Wolf nähert sich ihm und der Junge beginnt, wie der Wolf zu kommunizieren. Ihre Begegnung wird durch Gewehrschüsse unterbrochen. Ein Jäger erscheint im Wald und nähert sich dem Jungen. Dieser beißt den Mann zunächst in die Hand, lässt sich von ihm jedoch anschließend mit in die Stadt unweit des Waldgebietes nehmen. Hier wird der Junge gebadet, er erhält einen Haarschnitt, Essen und Kleidung. Der Mann bringt ihn in die Schule, wo der Junge ein Außenseiter ist. Er kann sich mit den anderen Kindern nicht verständigen. Als er auf dem Schulhof mit einem Jungen konfrontiert wird, der nur seinen davongerollten Ball holen will, entwickelt sich für den wilden Jungen eine Konfrontationssituation, der er nur mit Knurrlauten, Zähnefletschen und die Haltung auf allen Vieren begegnen kann. Die Kinder lachen ihn zunächst aus, haben dann jedoch Angst. Zur Strafe wird der wilde Junge in einen Stall gesperrt. Hier holt ihn der Jäger nach einiger Zeit ab – der Junge flieht. Auf der Flucht lösen sich seine Kleider von ihm, er verwandelt sich in einen weißen Wolf, einen Vogel, ein Blatt und geht schließlich in der wirbelnden Luft in Staub auf, der später als Schnee auf die Erde niederfällt. Unweit der Stadt, im Wald, beginnen die Wölfe zu heulen.

## Produktion
Die Arbeit an Feral nahm rund fünf Jahre in Anspruch. Der Film wurde zunächst in Flash animiert. Jeder Frame (24 Frames pro Sekunde) wurde ausgedruckt und mit Bleistift nachgezeichnet. Anschließend scannte Sousa die so entstandenen Bilder und fügte sie erneut zusammen. Die Hintergründe des Films entstanden in Acryl auf Papier. Wie die meisten Filme Sousas kommt auch Feral ohne Dialoge aus.
Der Film wurde erstmals im August 2012 auf dem Animationsfilmfestival Linoleum in Moskau aufgeführt. Es folgten zahlreiche internationale Festivalaufführungen, darunter 2012 eine Aufführung auf dem Cutout International Animation Festival in Mexiko sowie 2013 auf dem Sundance Film Festival und dem Festival d’Animation Annecy.

## Auszeichnungen
- 2013: Nominierung Cristal d’Annecy, Festival d’Animation Annecy
- 2013: Junior Jury Award, Festival d’Animation Annecy
- 2013: FIPRESCI-Preis (Special Mention), Festival d’Animation Annecy
- 2013: Nominierung Jurypreis (Bester Kurzfilm), Sundance Film Festival
- 2014: Oscar-Nominierung, Bester animierter Kurzfilm